# Rörelsen
Rörelsen är en informell beteckning för den socialdemokratiska delen av den svenska arbetarrörelsen.
De två huvuddelarna av Rörelsen är det socialdemokratiska partiet med dess underorganisationer, samt fackföreningsrörelsen, främst LO. Dessutom ses bland annat Kooperativa förbundet, OK, Hyresgästföreningen, Riksbyggen, PRO, Arbetarnas bildningsförbund, Folksam, Fonus, Folkets Hus, A-lotterierna och tidigare sparbankerna och Swedbank och ett antal tidningar vanligen som delar av Rörelsen.
Ledande socialdemokrater använder termen i positiva sammanhang – den avgående partiledaren Tage Erlander gav vid partikongressen 1968 sin efterträdare Olof Palme rådet "Lyssna på rörelsen". Meningsmotståndare till socialdemokratin brukar däremot framhäva de ogenomskinliga korporativitiska dragen i rörelsen som ett hot mot genuin demokrati och ett potentiellt underlag för maktmissbruk. Makthavare i en del av Rörelsen kan informellt utöva makt även i andra delar.
Motsvarigheter till den svenska rörelsen finns även internationellt. I amerikansk inrikespolitik är det Demokratiska partiet i Chicago och dess förgreningar in i den kommunala förvaltningen känt som the Chicago machine.